# Kurt von Tippelskirch
Kurt von Tippelskirch (Berlino, 9 ottobre 1891 – Luneburgo, 10 maggio 1957) è stato un generale tedesco.

## Biografia
Kurt Oskar Heinrich Ludwig Wilhelm von Tippelskirch nacque il 9 ottobre 1891 a Charlottenburg, sobborgo di Berlino. Il 3 marzo 1910 entrò a far parte dell'esercito e prese parte alla prima guerra mondiale sin dal suo scoppio. Venne promosso tenente già nel 1914, venendo poco dopo fatto prigioniero dai francesi durante la prima battaglia della Marna.
Rilasciato dalla prigionia nel 1920, Kurt von Tippelskirch divenne comandante della 4ª compagnia del 9º reggimento di fanteria. Tra il 1924 ed il 1933 von Tippelskirch prestò servizio in diverse posizioni di staff, ottenendo nel 1934 il comando del 27º reggimento di fanteria e venendo successivamente (1936) trasferito al Ministero della Difesa tedesco a Berlino.
Dal 1938 al 1941 venne nominato membro dello staff per l'intelligence dello staff generale dell'esercito e fu tra coloro che pianificarono l'operazione Barbarossa.
Promosso al grado di maggiore generale, dal 5 gennaio al 5 giugno 1942 ebbe il comando della 30ª divisione di fanteria sotto il comando del generale Ernst Busch e dal 27 agosto 1942 sino al 1º febbraio 1943 fu ufficiale di collegamento presso l'8ª Armata Italiana sul fronte orientale.
Dal 18 febbraio 1944 ebbe il comando generale del XII corpo d'armata sul fronte orientale, mantenendo tale incarico sino al 4 giugno di quello stesso anno e dal giugno al luglio del 1944 assunse anche il comando temporaneo della IV armata. Il 18 luglio 1944 rimase ferito gravemente in un incidente aereo da cui però si riprese in breve tempo, tanto che già dal 31 ottobre di quello stesso anno e fino al 22 febbraio del 1945, fu in grado di riprendere il proprio servizio dapprima come comandante della I armata in Lorena e poi come comandante della XIV armata in Italia.
Il 26 dicembre 1944 von Tippelskirch lanciò l'operazione Wintergewitter che tenne impegnate le truppe americane sino al 1945. Dal 27 aprile 1945 al 2 maggio 1945 von Tippelskirch fu comandante della XXI armata al collasso del fronte orientale e ripiegò sul Brandeburgo e sul Meclemburgo dove rimase per qualche tempo. Il 29 aprile 1945 e sino al 1º maggio di quello stesso anno, ottenne il comando del gruppo d'armate "Vistola" invece di Kurt Student, sino alla sua resa il 2 maggio 1945.
Kurt von Tippelskirch si arrese agli alleati americani nelle vicinanze di Lubecca. Dopo la guerra si dedicò all'attività di scrittore di libri di storia militare (tra cui una storia della seconda guerra mondiale redatta nel 1951), morendo a Luneburgo il 10 maggio 1957.
Sul piano della vita privata, si sposò con Elly Gallenkamp, la quale era sorella del generale d'artiglieria Curt Gallenkamp (17 febbraio 1890 - 13 aprile 1958), ricevette anch'egli la croce di cavaliere dell'Ordine della Croce di Ferro il 19 novembre 1941, mentre era al comando della 78ª divisione di fanteria sul Fronte Orientale.
La coppia ebbe un figlio, Adolf-Hilmar von Tippelskirch, il quale fu come il padre militare e ricevette la croce di cavaliere dell'Ordine della Croce di Ferro il 29 settembre 1941 col solo grado di tenente, mentre era in servizio sul fronte orientale come membro della 1ª batteria di artiglieria del 3º reggimento. Promosso sino al grado di maggiore, questi rimarrà ucciso sul campo presso Mahilëŭ, in Russia, il 28 giugno 1944.